# زيرون دروموندي
زيرون دروموندي (الاسم العلمي:Xyris drummondii) هو نوع من النباتات يتبع جنس الزيرون من الفصيلة الزيرونية. سمي هذا النوع نسبةً إلى عالم النبات الأسترالي جيمس دروموند.